# Baškortostan
Republika Baškortostan ali Baškirija (rusko Респу́блика Башкортоста́н, Башки́рия, baškirsko Башҡортоста́н Респу́бликаһы, latinizirano: Bašqortostan Respublikahy) je avtonomna republika Ruske federacije v Privolškem federalnem okrožju. Leži med Volgo in Uralom. Na severu meji z republiko Udmurtijo in Permskim okrajem, na severovzhodu s Sverdlovsko oblastjo, na vzhodu s Čeljabinsko oblastjo, na jugu in jugozahodu z Orenburško oblastjo in na zahodu z republiko Tatarstanom. Ustanovljena je bila 23. marca 1919. 

## Izvor imena
Ime "Baškortostan" izhaja iz imena baškirske etnične skupine. Koren imena je turški (kombinacija "baş", kar v turščini lahko pomeni glava, glavar, glavni, glavni in "qort", kar pomeni volk, ena od živali, ki jih imajo turški narodi za svete); končnica -stan je perzijska in je skupna številnim evroazijskim teritorialnim imenom (Afganistan, Kazahstan, Dagestan ...). Baškiri govorijo baškirski jezik, ki spada v kipčaško vejo turške jezikovne skupine.

## Geografija
V Baškortostanu je del južnega Urala in sosednjih ravnic.
- Površina: 143.600 km2 (po podatkih popisa 2002)
- Meje: Baškortostan meji na Permski kraj, Sverdlovsko oblast, Čeljabinsko oblast, Orenburško oblast, Republiko Tatarstan in Udmursko republiko
- Najvišja točka: Gora Jamantau (1638 m)
- Najdaljša razdalja sever-jug: 550 km
- Najdaljša razdalja vzhod-zahod: več kot 430 km

### Reke
V Baškorostanu je več kot 13.000 rek. Številne so del globokomorskega transportnega sistema evropske Rusije; omogočajo dostop do pristanišč na Baltskem in Črnem morju. Glavne reke so:
- Reka Belaja (Aghidhel) (1430 km)
- Reka Ufa (Qaraidel) (918 km)
- Reka Sakmara (760 km)
- Reka Ik (Iq) (571 km)
- Reka Djoma (556 km)
- Reka Aj (549 km)
- Reka Juruzan (404 km)
- Reka Bistrij Tanjp (345 km)
- Reka Sim (239 km)
- Reka Nuguš (235 km)
- Reka Tanaljk (225 km)
- Reka Zilim (215 km)
- Reka Sjun (209 km)

### Jezera
V državi je 2700 jezer in rezervoarjev. Med njimi največji so:
- Jezero Asjljkül (23,5 km2)
- Jezero Qandrjkül (15,6 km2)
- Jezero Urgun (12,0 km2)
- Zadrževalnik Pavlovskoje (120,0 km2)
- Rezervoar Nuguškoje (25,2 km2)

### Gore
V Baškorostan sega del južnega Urala, ki se razteza od severne do južne meje. Najvišje gore so Jamantau (1638 m), Bolšoj Iremel (1582 m), Mali Iremel (1449 m), Arwyakryaz (1068 m), Zilmerdaq (909 m), Alataw (845 m) in Jurmataw (842 m).

## Religija
Islam je najbolj zastopano verstvo med narodnim prebivalstvom baškirskega in tatarskega porekla. Muslimani Baškortostana sledijo sunitski hanafijski šoli islamskega prava.
Večina etničnih Rusov, Čuvašev in Ukrajincev je pravoslavnih kristjanov. Nereligiozni ljudje predstavljajo pomemben del katere koli etnične skupine v Baškortostanu. V republiki živi 13.000 Judov, ki imajo tudi zgodovinsko sinagogo v Ufi in nov Židovski skupni dom, zgrajenim leta 2008.
Glede na raziskavo Sreda iz leta 2012, v kateri je bilo anketiranih 56.900 ljudi, je 58 % prebivalstva Baškortostana muslimanov, 17 % jih je pripadnikov Ruske pravoslavne cerkve, 3 % so nepovezani generični kristjani, 1 % je pravoslavnih kristjanov, ki ne pripadajo nobeni pravoslavni cerkvi, 2 % pa so pripadniki slovanske avtohtone vere (Rodnovery), Marijine veroizpovedi, Chuvash Vattisen Yaly ali Tengrizma. Poleg tega 4 % prebivalstva izjavi, da so "pobožni, a ne religiozni", 5 % je ateistov, 7 % pa sledi drugim religijam ali pa niso odgovorili na vprašanje. Upoštevati je potrebno, da je bila ta raziskava kritizirana kot pristranska. Izvajala ga je služba "Sreda", ki je povezana s krščanskimi organizacijami.
Leta 2010 je bilo v Baškortostanu več kot tisoč mošej, dvesto pravoslavnih cerkva in šestdeset verskih zgradb drugih verstev.

## Šport
Ruski nogometni klub Premier League FC Ufa prihaja iz Ufe. V mestu igra ekipa KHL Salavat Julaev Ufa, prav tako ekipe Vrhovne hokejske lige Toros Neftekamsk in HC Gornyak Uchaly, ekipa manjše hokejske lige Tolpar Ufa in moštvo ruske hokejske lige Agidel. Ruska odbojkarska superligaška ekipa Ural in odbojkarska ekipa Samrau-UGNTU sta iz Ufe, prav tako ruska rokometna superligaška ekipa Ugntu-VNZM in ruska rokometna superligaška ekipa Ufa-Alisa.